# Universidad pública

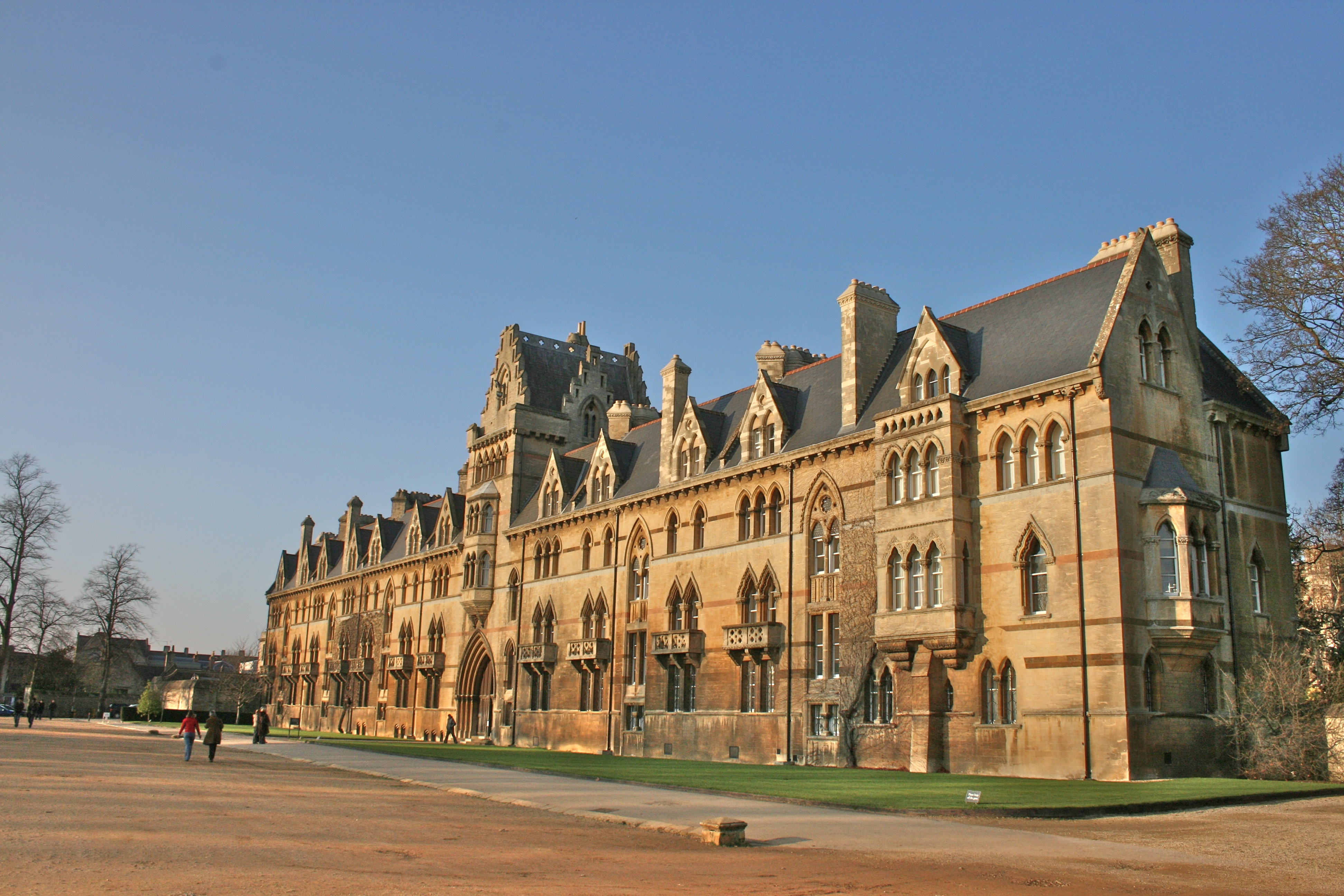
College de la Christ Church de la Universidad de Oxford, Inglaterra, una de las universidades públicas más prestigiosas.

Una universidad pública es una universidad cuya financiación corre a cargo principalmente de un Gobierno, bien nacional o de alguna entidad subnacional, a diferencia de las universidades privadas. En algunas regiones, las universidades públicas son importantes centros de investigación y muchas de ellas aparecen en las principales clasificaciones de mejores universidades. 
El actual modelo de universidad pública en Iberoamérica responde a los preceptos establecidos a partir de la Reforma universitaria que se dio en la segunda década del siglo XX. Reforma que influyó de manera democrática en la gobernanza de las instituciones de educación superior en Iberoamérica y otros continentes, tal reforma determinó, entre otras cosas, el autogobierno universitario del dogmatismo religioso, y la influencia de sectores autoritarios de los gobiernos de aquella época.
En Europa el modelo de universidad pública es el dominante, llegando a ser exclusivo en algunos países como Finlandia o Grecia.

## Ventajas y desventajas
El sistema educativo público tiene diversas ventajas. En algunos países es no arancelada para los alumnos, es decir, no hay que pagar nada por estudiar en la institución, democratizando la educación al darle la posibilidad al alumno de aprender una carrera sin ningún tipo de gasto institucional. La "gratuidad" de la enseñanza se debe al financiamiento vía impuestos de determinados gobiernos para con las universidades.
Otra de sus indiscutidas ventajas es el impacto cultural que se desarrolla, ya que los estudiantes mantienen relaciones continuas con personas extranjeras que, por razones varias, pudieran tomar la decisión de irse de su país, provincia o localidad, para buscar la accesibilidad hacia los estudios superiores. El sistema de educación pública también incrementa y fomenta el entusiasmo al obtener un título universitario, -basada dicha obtención únicamente en méritos y esfuerzos individuales por sobre cualquier implicación económica- y poder ejercerlo. 
Las desventajas podrían ser varias. Entre ellas se encuentra el clima político del país, ya que las modificaciones que puedan haber en los gobiernos afectan directamente a la Educación Universitaria, debiendo ésta garantizar principios de autonomía y cogobierno para no verse implicada en modificaciones negativas al tomarse medidas turbulentas o que afecten drásticamente a la educación misma. 
Otra de las realidades es que el presupuesto del Estado muchas veces no alcanza para mantener y cubrir a todas las facultades por igual, por lo que en numerosas ocasiones hay distinciones significativas entre Universidades de talante público y muchas veces las exigencias de las carreras se vuelcan en la realización de un examen de ingreso, ya que, o se busca afianzar un sistema meritocrático en la educación, sin contemplar al resto de las personas que quizás vienen de educaciones secundarias deficientes, o es una medida que tiene como objetivo reducir la cantidad de alumnos en las universidades, habiendo limitaciones obligatorias en relación con el presupuesto brindado. 
Finalmente, la relación del personal docente con el gobierno nunca deja de enarbolar coyunturas polémicas. Es decir, los conflictos sindicales y económicos que puedan tener los educadores con el gobierno, pueden derivar en instancias problemáticas como huelgas, paros y asambleas, lo que afecta a los estudiantes drásticamente, al no poder cursar. Cabe destacar que teniendo un gobierno serio y responsable, dispuesto al diálogo y al compromiso, este tipo de circunstancias se reducen.

## Casos nacionales

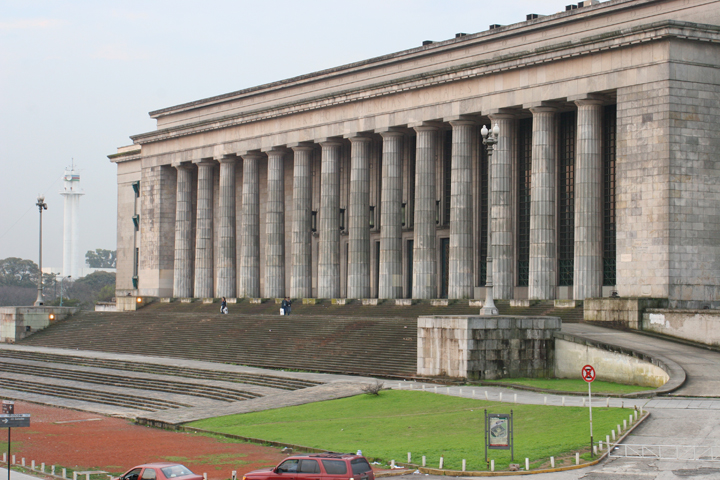
Facultad de Derecho de la Universidad de Buenos Aires

### Argentina
En Argentina las Universidades Nacionales, también denominadas "Universidades Públicas o Estatales", es el nombre utilizado para referirse a todas aquellas instituciones cuya creación surgió a partir de la promulgación de una Ley del Congreso Nacional, excepto aquellas cuya creación precedió a la del estado mismo (como es el caso de la Universidad Nacional de Córdoba y la Universidad de Buenos Aires). Son entidades jurídicas de derecho público y su financiamiento regular proviene del estado nacional, de conformidad con lo establecido en la ley de presupuesto anual. La educación universitaria gratuita en Argentina surgió un 22 de noviembre de 1949 tras el decreto 29.337 del presidente Juan Domingo Perón en el cual suspendió el cobro de los aranceles universitarios.
Las universidades nacionales tienen la mayor participación de todo el sistema universitario argentino: cuentan con más del 80% de la población estudiantil y con campus extendidos a todas las provincias que comprenden el territorio nacional, representan más del 50% de la investigación científica del país y brindan asistencia técnica a los sectores público y privado.[cita requerida]
Las universidades públicas son absolutamente gratuitas (no se paga ninguna tarifa durante los estudios), como lo es el acceso a libros en las bibliotecas de las universidades. Sin embargo, la compra en librerías y material de estudio (como fotocopias de libros que son muy comunes) es generalmente pagado por cada estudiante. Para estudiantes de bajos ingresos hay una gran variedad de becas.

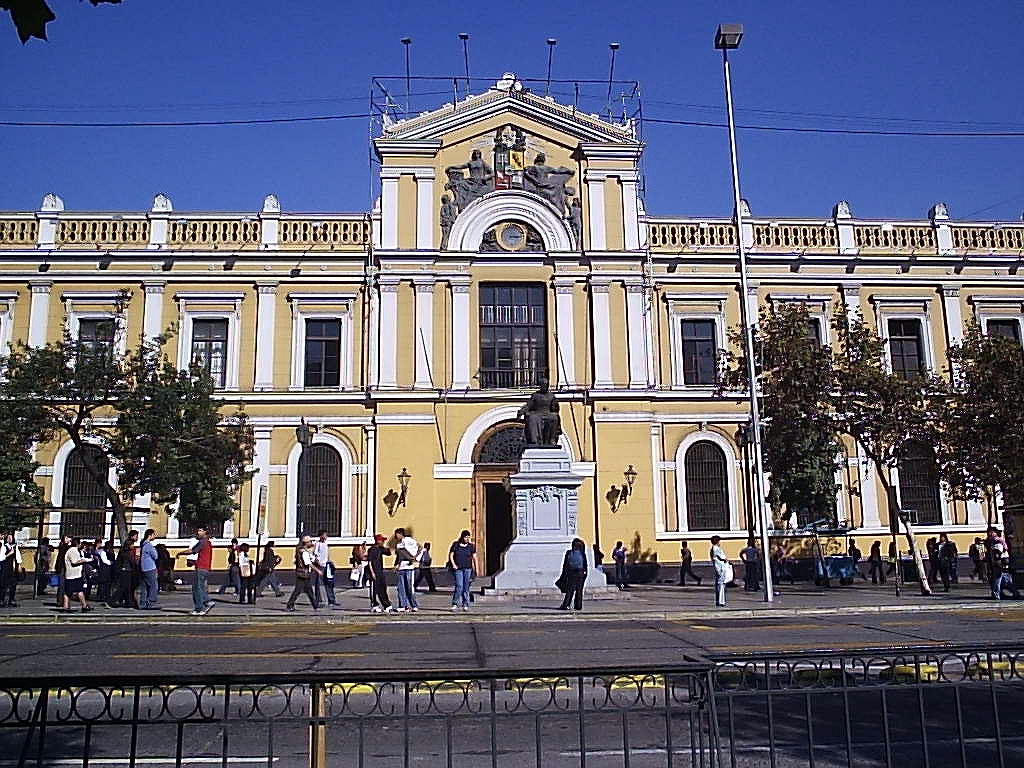
Casa Central de la Universidad de Chile

### Chile
En Chile, algunas de las universidades más antiguas, llamadas "tradicionales" son más prestigiosas que algunas de las creadas después de 1980. Aunque algunas de esas universidades "tradicionales" son entidades privadas sin fines de lucro, pertenecen al mismo consejo superior de la universidad llamado Consejo de Rectores; el Consejo de Rectores tiene su propio sistema de admisión llamado Prueba de Selección Universitaria o PSU. Las universidades estatales no son gratuitas para los estudiantes. Es notable que Chile gasta solo el 4% en educación, en comparación con el 7% del PIB recomendado por la ONU para las naciones desarrolladas. Y en Chile, el financiamiento de la educación superior, privada y pública, es aportado en un 75% por el esfuerzo propio de las familias.[cita requerida]
Las universidades más prestigiosas de Chile son las estatales Universidad de Chile y la Universidad de Santiago de Chile, por otro lado la privada con contribuciones estatales Pontificia Universidad Católica de Chile, la privada con contribuciones estatales Universidad de Concepción y la privada con aportes estatales Universidad Técnica Federico Santa María, estas cuatro universidades admiten la el mayor número de estudiantes de alto puntaje en la prueba de admisión de PSU y son responsables de la mayor parte de la investigación (con la Universidad de Chile en la parte superior). Las universidades no tradicionales son, en su mayoría, universidades con fines de lucro y, con algunas excepciones, no tienen el mismo prestigio que las anteriores "tradicionales".

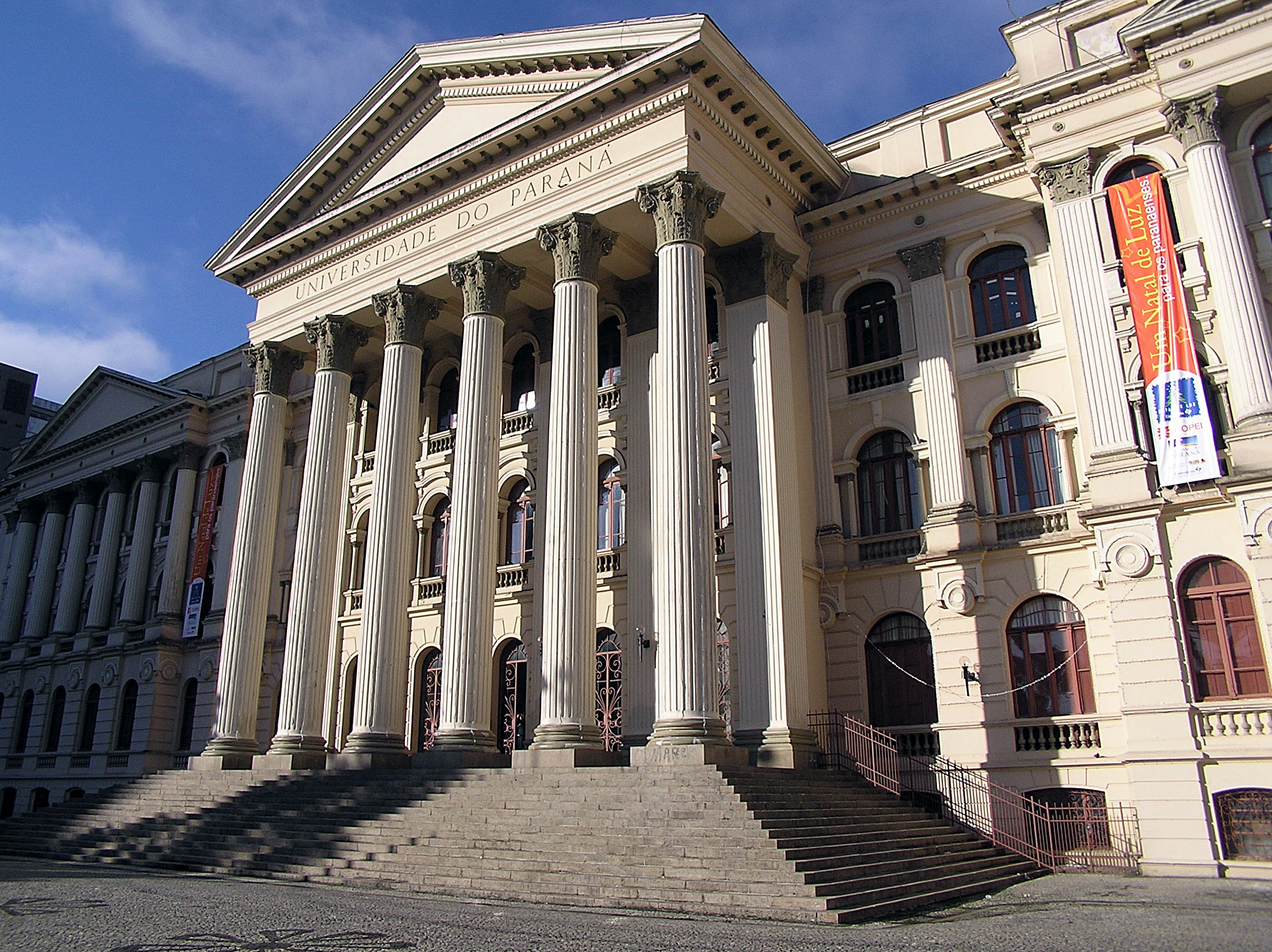
Universidad Federal de Paraná

### Brasil
En Brasil, hay más de cien universidades públicas financiadas por el gobierno federal o estatal, e incluyen las universidades más reconocidas del país, como la Universidad de São Paulo, la Universidad Estatal de Campinas, la Universidad Federal de Río de Janeiro, la Universidad Federal de Minas Gerais, Universidad Federal de Bahía y los Institutos Federales. Los profesores son servidores públicos, la mayoría de ellos titulares y seleccionados en concursos públicos, donde las publicaciones internacionales de investigación son un criterio principal para la contratación. La carga de enseñanza suele ser modesta y deja tiempo para la investigación. En contraste, la mayoría de las instituciones privadas son empresas con fines de lucro que contratan docentes por hora y tienen poca investigación en comparación con las públicas, salvo excepciones notables son ciertas universidades privadas sin fines de lucro, en su mayoría afiliadas a organizaciones religiosas, como la Universidad Presbiteriana Mackenzie de São Paulo y la Pontificia Universidad Católica de Río de Janeiro. Las universidades públicas son responsables de otorgar casi todos los títulos de posgrado en Brasil, tales como doctorado y maestría (llamados en portugués, respectivamente, "doutorado" y "mestrado"). Estos programas de postgrado en universidades públicas también son la principal fuente de investigación académica brasileña.
No hay matrícula o aranceles en las universidades públicas (un derecho establecido en la Constitución Federal de Brasil), pero como tienen miles de solicitantes cada año, debido a que no hay matrículas ni aranceles, solo los mejores estudiantes pueden aprobar el examen de ingreso. En muchas universidades, hay cuotas para estudiantes cuya educación secundaria (secundaria) se realizó completamente en una escuela financiada con fondos públicos (generalmente, la cuota es del 50%), y también hay cuotas raciales, pero generalmente restringidas a estudiantes de escuelas secundarias públicas. también. 
Algunas universidades, como la Universidad Federal de Minas Gerais, la universidad federal más grande de Brasil, otorgan puntos extra en sus exámenes de admisión en lugar de cuotas. A un estudiante de escuela secundaria pública se le otorga una bonificación del 10% sobre su nota de examen, si previamente acepta recibir esta ventaja. Los estudiantes de escuelas públicas que se declaran negros o "pardos" (raza mixta) tienen una bonificación del 15%, también si previamente aceptan recibir beneficios basados en la raza. Desde 2005, el gobierno brasileño ofrece un número limitado de becas para estudiantes pobres para asistir a universidades privadas.

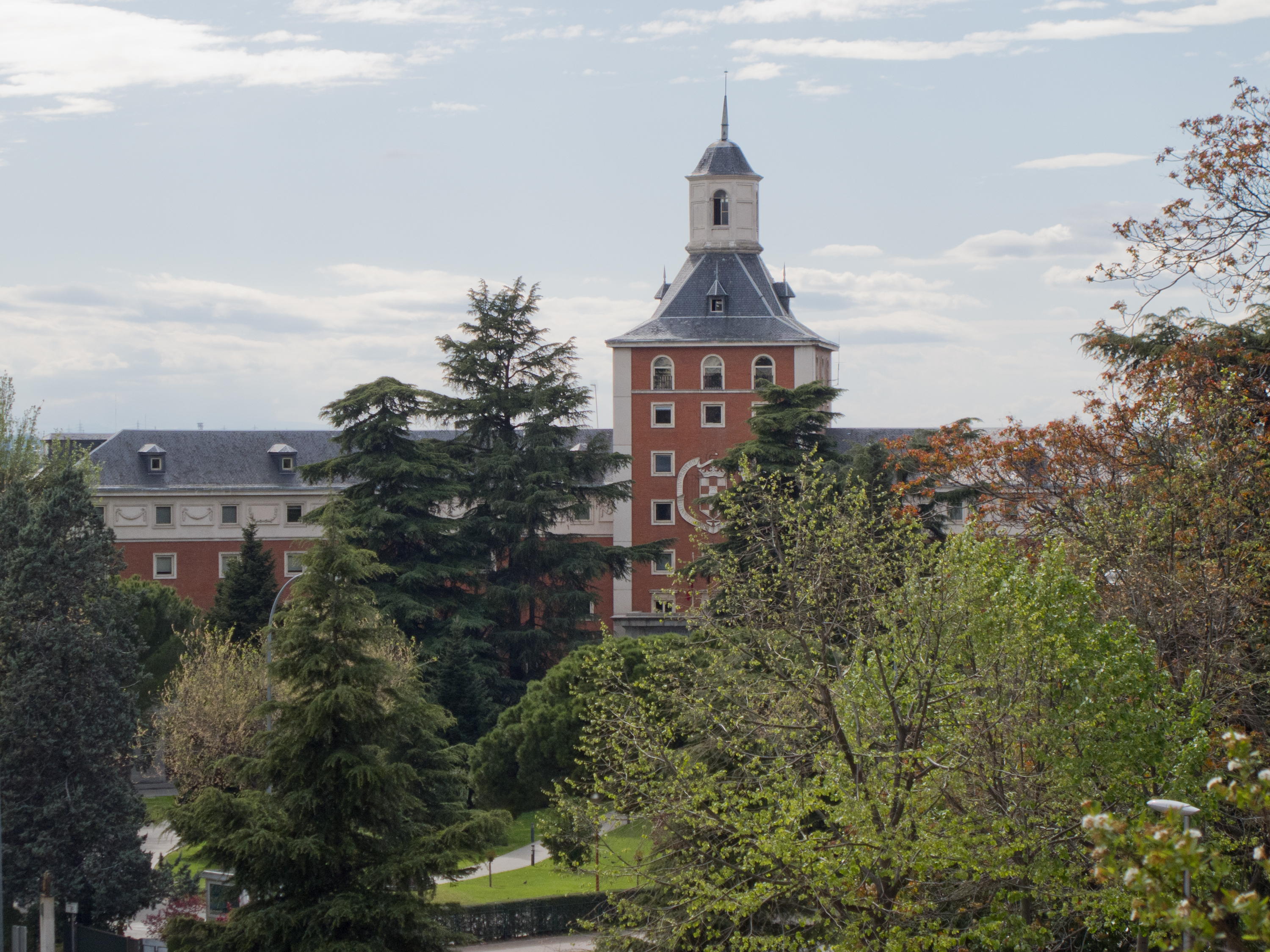
Rectorado de la Universidad Complutense de Madrid

### España
De las 74 universidades españolas, 52 son públicas y están financiadas por el estado y/o la comunidad autónoma. Como tal, la financiación universitaria puede diferir (aunque no significativamente) dependiendo de la región española en la que se basa la universidad. Sin embargo, el gobierno central establece por ley honorarios de matrícula homogéneos para todas las universidades públicas, y como tales, los honorarios de la universidad son mucho más bajos que los de sus contrapartes privadas. La tasa de matrícula más alta permitida por la ley fue, en 2018 para la 1.ª matrícula, de 24,16 euros por crédito académico, que asciende a aproximadamente 1320 euros / año para un curso promedio de 60 créditos a tiempo completo; las tasas de matrícula en universidades privadas podrían llegar a 18,000 euros / año en comparación. 
Las universidades públicas son de propiedad estatal pero otorgan un considerable grado de independencia en lo que respecta al autogobierno; sin embargo, no pueden hacer uso libre de sus activos (es decir, comprar y vender activos como lo haría una empresa privada) y están sujetos a la ley administrativa española como cualquier otro organismo público del estado. A su vez, a los administradores y profesores de las universidades públicas se les concede la condición de funcionarios públicos. La financiación de la investigación puede ser asignada por la comunidad autónoma o por el gobierno central; en el primer caso, el monto y las condiciones del financiamiento varían mucho de una comunidad autónoma a otra.

### Estados Unidos de América

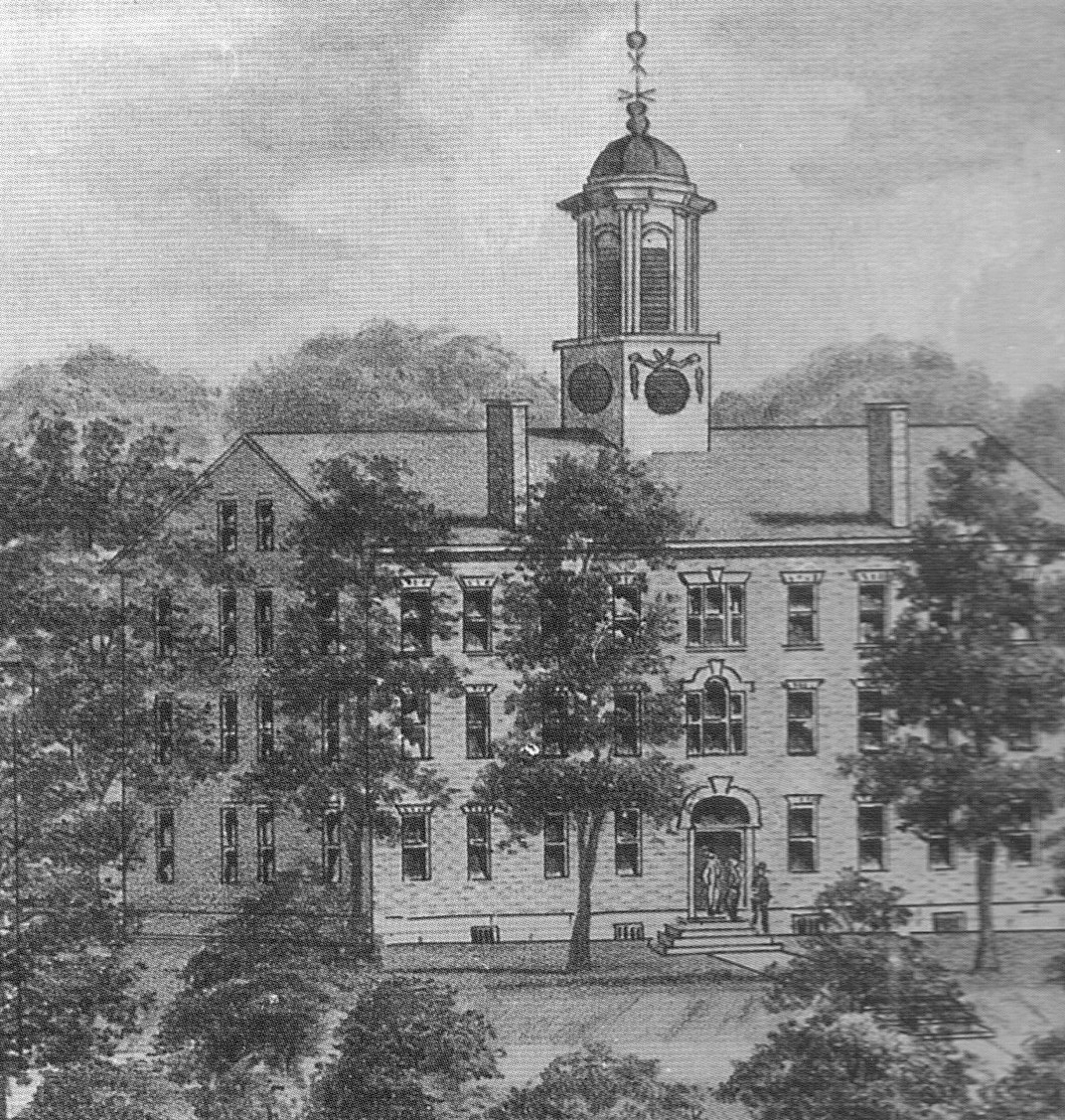
Manasseh Cutler Hall, completado en 1819, fue el primer edificio académico en el territorio del Noroeste.

En los Estados Unidos las universidades públicas dependen de cada estado, y en ningún caso del gobierno nacional, teniendo un precio más bajo para los alumnos de familias residentes en ese estado, que pagan en él sus impuestos, que para los residentes en otros estados o en el extranjero.
Cada estado tiene al menos una universidad pública a su nombre y los estados más grandes tienen más de treinta. Esto es en parte resultado de las Leyes Morrill Land-Grant de 1862, que otorgaron a cada estado elegible 30 000 acres (12,141 ha) de tierra federal para vender y financiar instituciones públicas que ofrecieran cursos de estudio en campos prácticos además de las artes liberales. Con la ayuda de la Ley de Derechos Civiles de 1964, la Ley de Educación Superior de 1965 y las Enmiendas Educativas de 1972, las universidades públicas se volvieron aún más accesibles para las mujeres, las minorías y los solicitantes de bajos ingresos.
Las universidades públicas generalmente dependen de los subsidios de sus respectivos gobiernos estatales. "Los datos históricos para instituciones privadas y públicas revelan que las instituciones públicas siempre han dependido más del apoyo externo que las instituciones privadas". Recientemente, el apoyo estatal a las universidades públicas ha disminuido, obligando a muchas universidades públicas a buscar apoyo privado. El nivel real de fondos estatales para la educación superior pública se ha duplicado de $ 30 mil millones en 1974 a casi $ 60 mil millones en 2000. Mientras tanto, el porcentaje de asignaciones estatales para el costo de escolarización por estudiante en la universidad pública ha disminuido del 78% en 1974 al 43 % en 2000. El uso cada vez mayor de asistentes de docencia en las universidades públicas es un testimonio de la disminución del apoyo estatal. Para compensar, algunos programas profesionales de postgrado en derecho, negocios y medicina dependen casi exclusivamente de fondos privados.

Las universidades públicas más antiguas son la Universidad de Carolina del Norte en Chapel Hill, la Universidad Rutgers y la Universidad de Georgia, aunque la universidad más antigua en general designada como pública es el Colegio de William & Mary, fundado por una carta de la Corona en 1693 y fue originalmente una institución privada. La Universidad de Carolina del Sur (1801) es la universidad pública con más apoyo continuo; La Universidad de Ohio (1804) es la universidad pública más antigua en funcionamiento continuo.

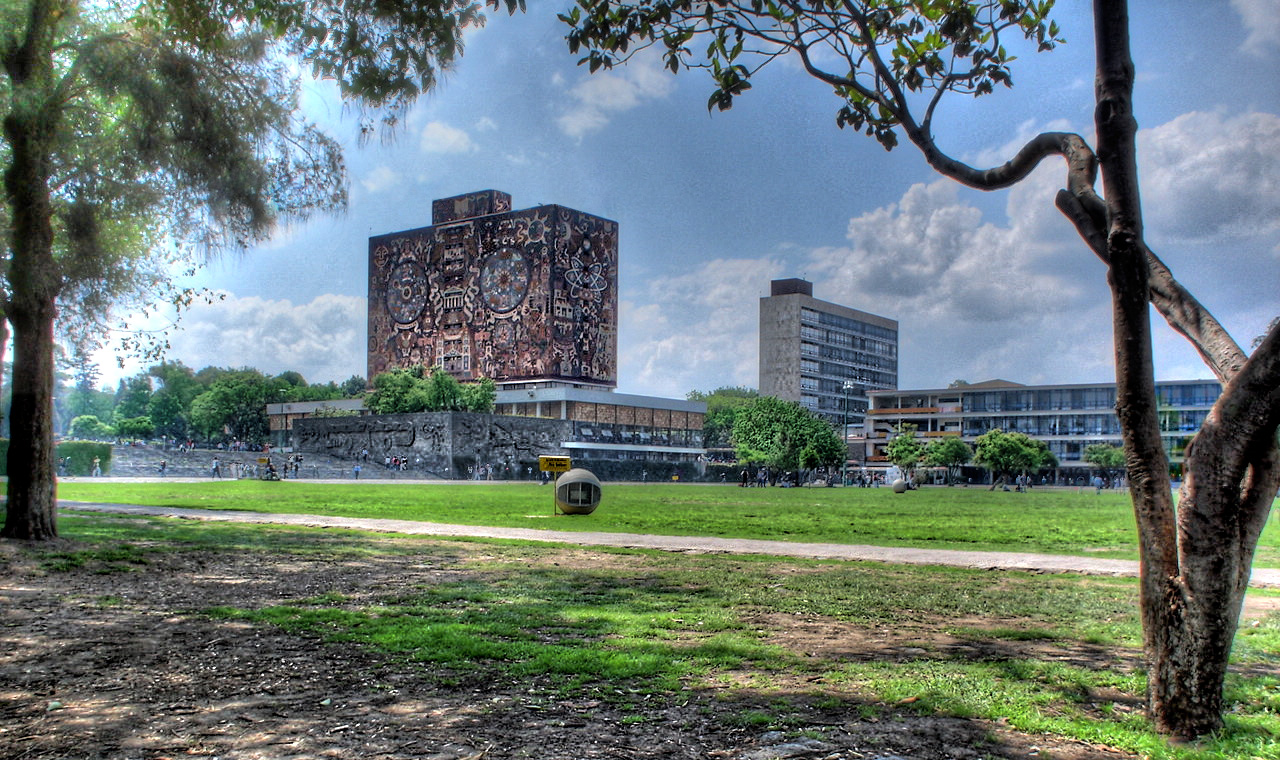
UNAM Ciudad Universitaria

### México
En México, la Universidad Nacional Autónoma de México (UNAM), a veces simplemente conocida como la "Universidad Nacional de México", fue fundada en 1910. Es la universidad más grande del país y una de las más grandes del mundo con más de 250,000 estudiantes incluyendo su sistema de escuelas secundarias[cita requerida]. Por porcentaje, contribuye más a la investigación académica y al desarrollo cultural del país[cita requerida], aunque existen otras instituciones públicas importantes, como el Instituto Politécnico Nacional, las escuelas del Instituto Nacional de Antropología e Historia, los institutos tecnológicos del Tecnológico Nacional de México, las Universidades Politécnicas, Universidades Tecnológicas y las universidades estatales.

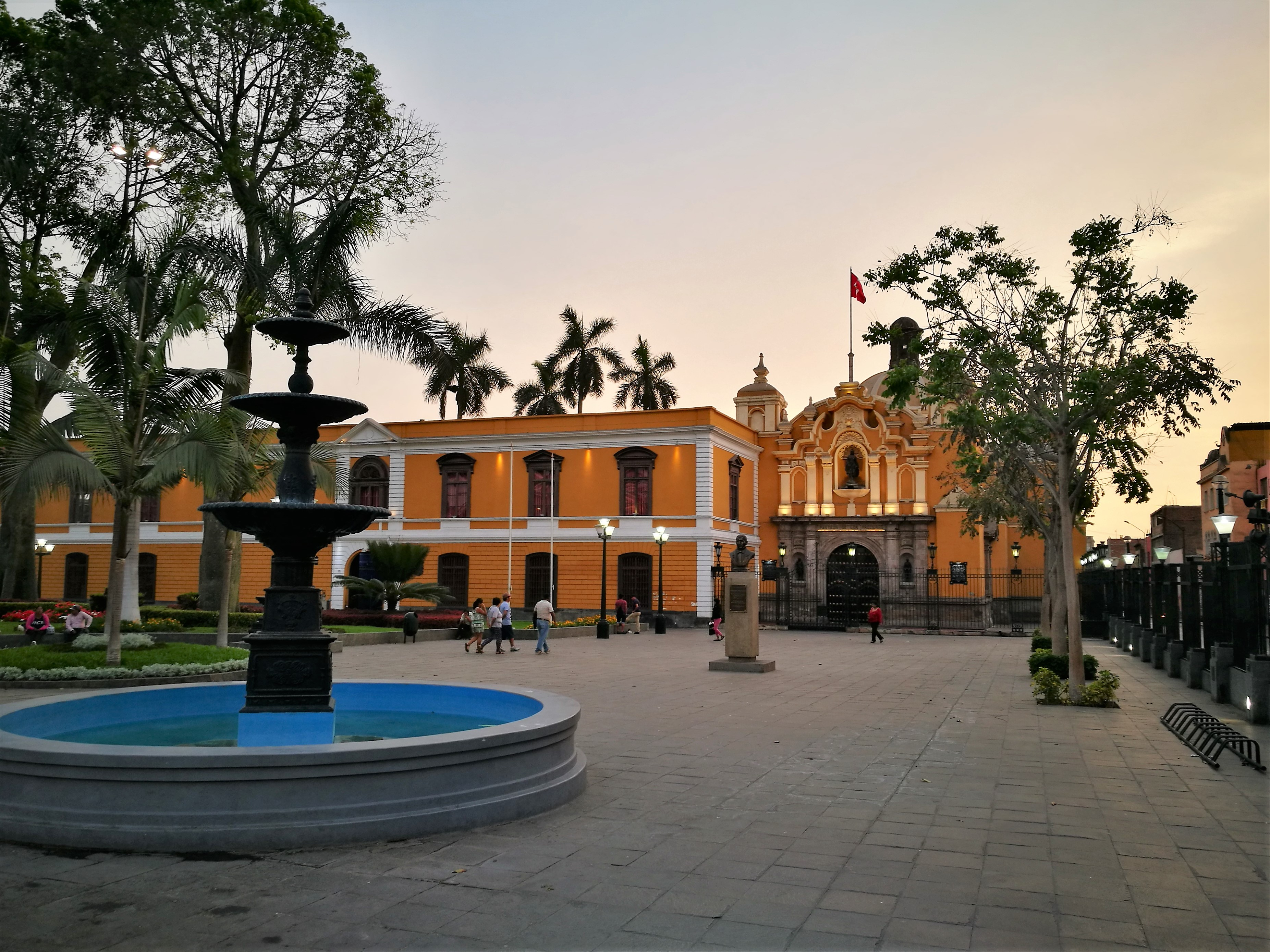
Casona de la Universidad Nacional Mayor de San Marcos y Parque Universitario, Lima, Perú.

### Perú
En Perú, la prueba de admisión requerida para ingresar a las universidades nacionales (públicas) implica alcanzar puntajes significativamente altos. La Universidad Nacional Mayor de San Marcos, fundada en mayo de 1551 y con una tradición académica de cuatro siglos, es ampliamente reconocida como la institución pública más respetada del país. Su prestigio se debe a su exigente currículo y aportes históricos al desarrollo intelectual y científico de Perú.
Además de la Universidad de San Marcos, otras destacadas universidades públicas como la Universidad Nacional Agraria La Molina, la Universidad Nacional de Ingeniería y la Universidad Nacional Federico Villarreal también mantienen un patrón riguroso de admisión y excelencia académica. Estas instituciones no solo se destacan por su calidad educativa, sino también por su compromiso con la investigación y la formación profesional en diversas disciplinas.
Es importante destacar que las universidades públicas en Perú ofrecen educación gratuita, lo cual democratiza el acceso a la educación superior y promueve la igualdad de oportunidades entre los estudiantes peruanos. Este sistema educativo contribuye significativamente al desarrollo humano y social del país, formando profesionales capacitados que impulsan el progreso en diversas áreas del conocimiento y la innovación.